# Georg Bippart
Georg Bippart (* 17. August 1816 in Berka/Werra; † 1. April 1892) war ein deutscher Klassischer Philologe, der von 1852 bis 1883 als Professor an der Universität Prag wirkte.

## Leben
Georg Bippart besuchte ab 1830 das Gymnasium zu Eisenach und studierte ab 1835 Philologie an den Universitäten zu Jena, Berlin und Leipzig. Hier wurde er 1840 bei Gottfried Hermann promoviert. Von 1842 bis 1846 war er Direktor einer Privatschule in Eisenach. Nach seiner Habilitation (1846) hielt er als Privatdozent Vorlesungen an der Universität Jena, die ihn 1850 zum außerordentlichen Professor ernannte. Zu Ostern 1852 verließ er die Universität Jena, trat in Passau zum Katholizismus über und verbrachte einige Zeit mit Handschriftenstudien in Wien. Noch im selben Jahr wurde er als außerordentlicher Professor an die Deutsche Universität Prag berufen, wo er den Zweiten Lehrstuhl für Klassische Philologie am 1849 neu gegründeten Philologischen Seminar innehatte. 1858 wurde er zum ordentlichen Professor ernannt, 1860 in die Königliche böhmische Gesellschaft der Wissenschaften aufgenommen und 1883 emeritiert.
Als Forscher beschäftigte sich Bippart besonders mit Horaz, der römischen Frühgeschichte und dem griechischen Dichter Pindar. Sein Hauptwerk Pindar’s Leben, Weltanschauung und Kunst (Jena 1848) wurde bereits in den 60er Jahren durch die Veröffentlichungen von Leopold Schmidt und anderen überholt.